# Guillaume Nicolas Delahaye
Guillaume Nicolas Delahaye (* 1724 in Paris; † 25. Februar 1802 in Charenton-le-Pont) war ein französischer Geograph und Topograph.

## Werdegang
Guillaume-Nicolas Delahaye stammte aus einer Familie von Geographie-Graveuren und war der Patensohn von Guillaume Delisle. Er gravierte mehr als 1.200 Karten oder Pläne, darunter die Karten von Jean-Baptiste Bourguignon d’Anville, Didier Robert de Vaugondy, Jean-Baptiste de Mannevillette, Jean-Nicolas Buache.
Ein Teil seiner Karten wurden von Jean-Baptiste Du Halde im Werk Description de la Chine et de la Tartarie chinoise veröffentlicht.

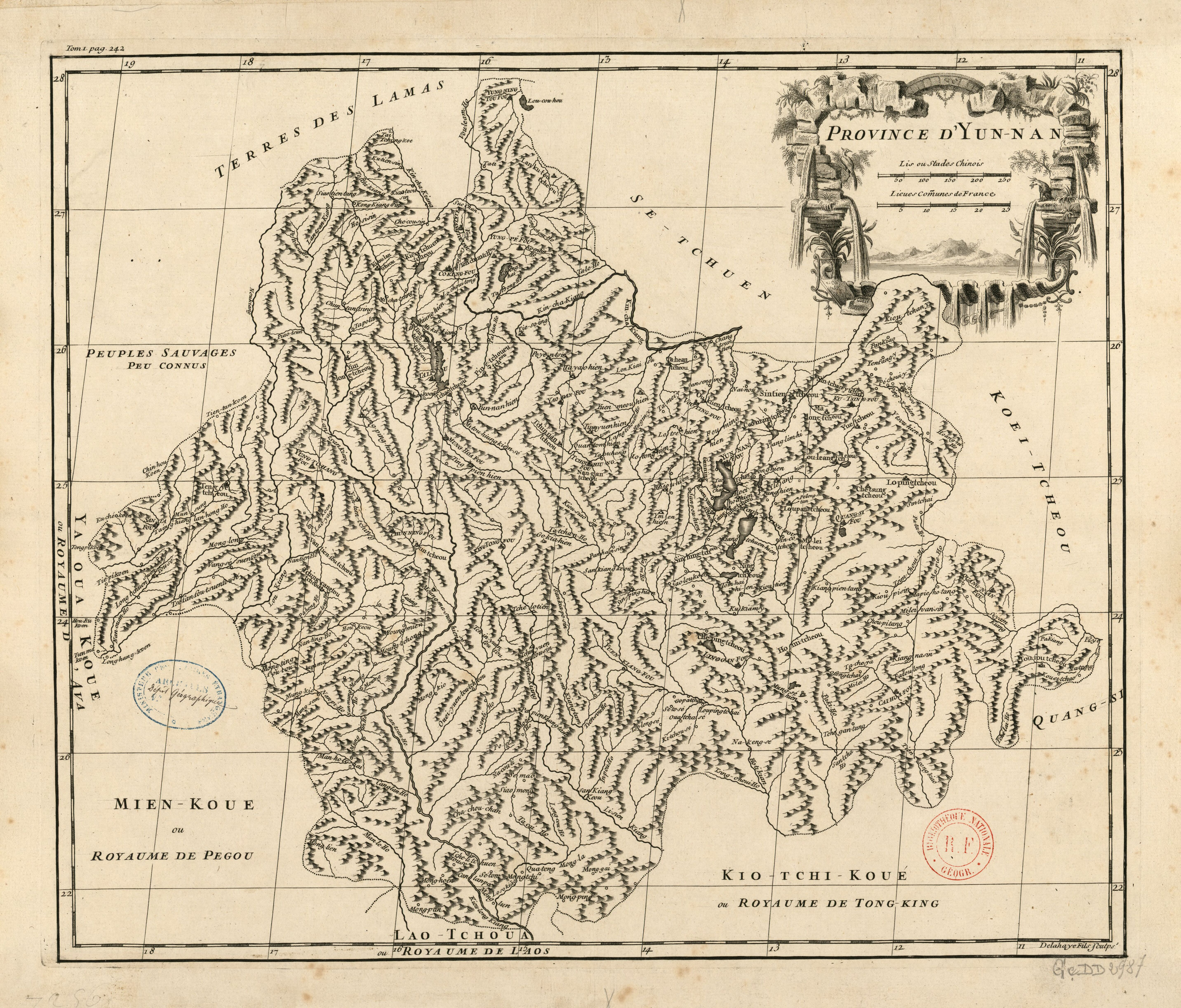
Description de la Chine et de la Tartarie chinoise, Band 1 Seite 242, 1735, Province d'Yun-nan (Delahaye fils sculps.)
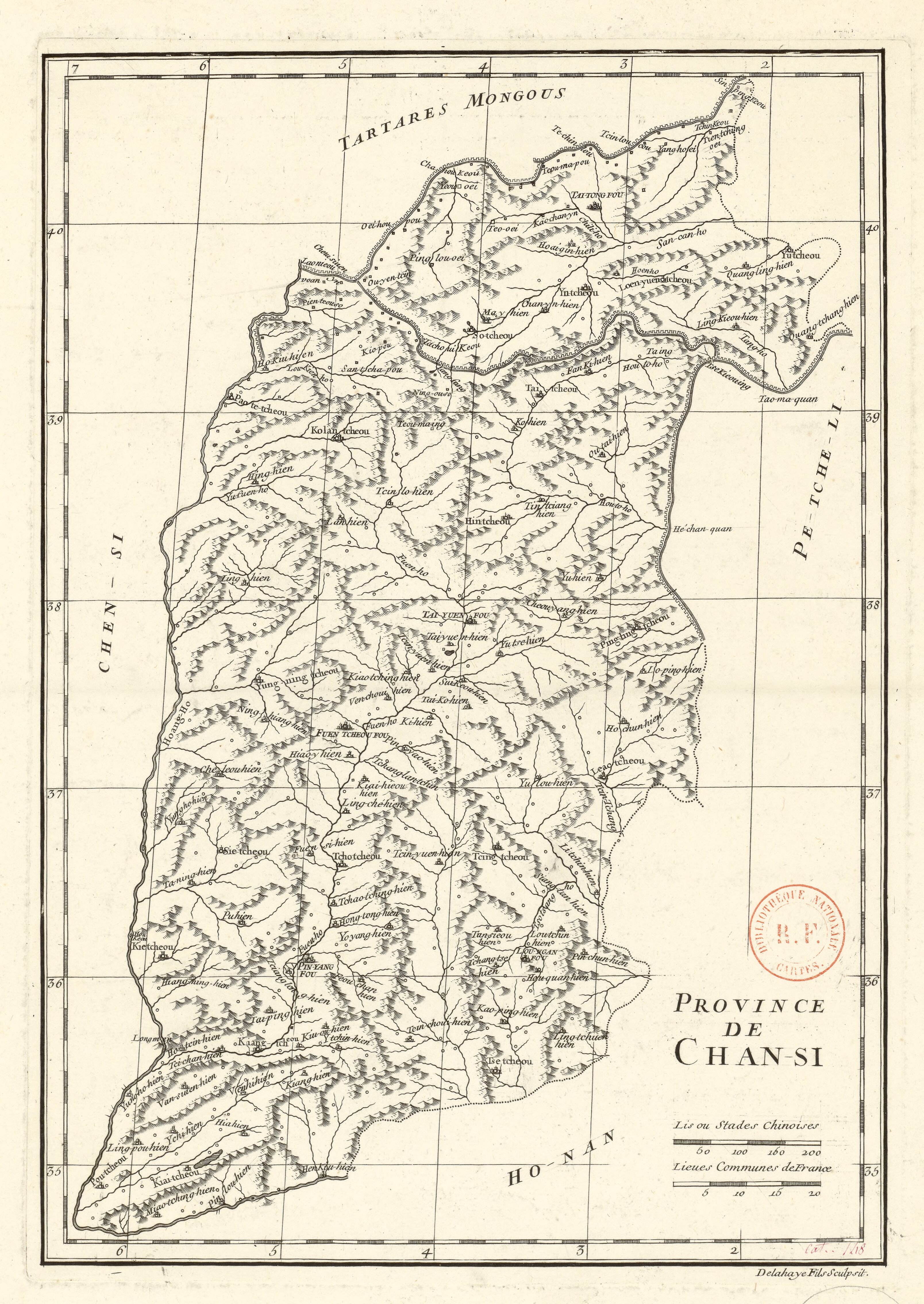
Description de la Chine et de la Tartarie chinoise, Band 1 Seite 202, 1735, Province de Chan-si (Delahaye fils sculps.)
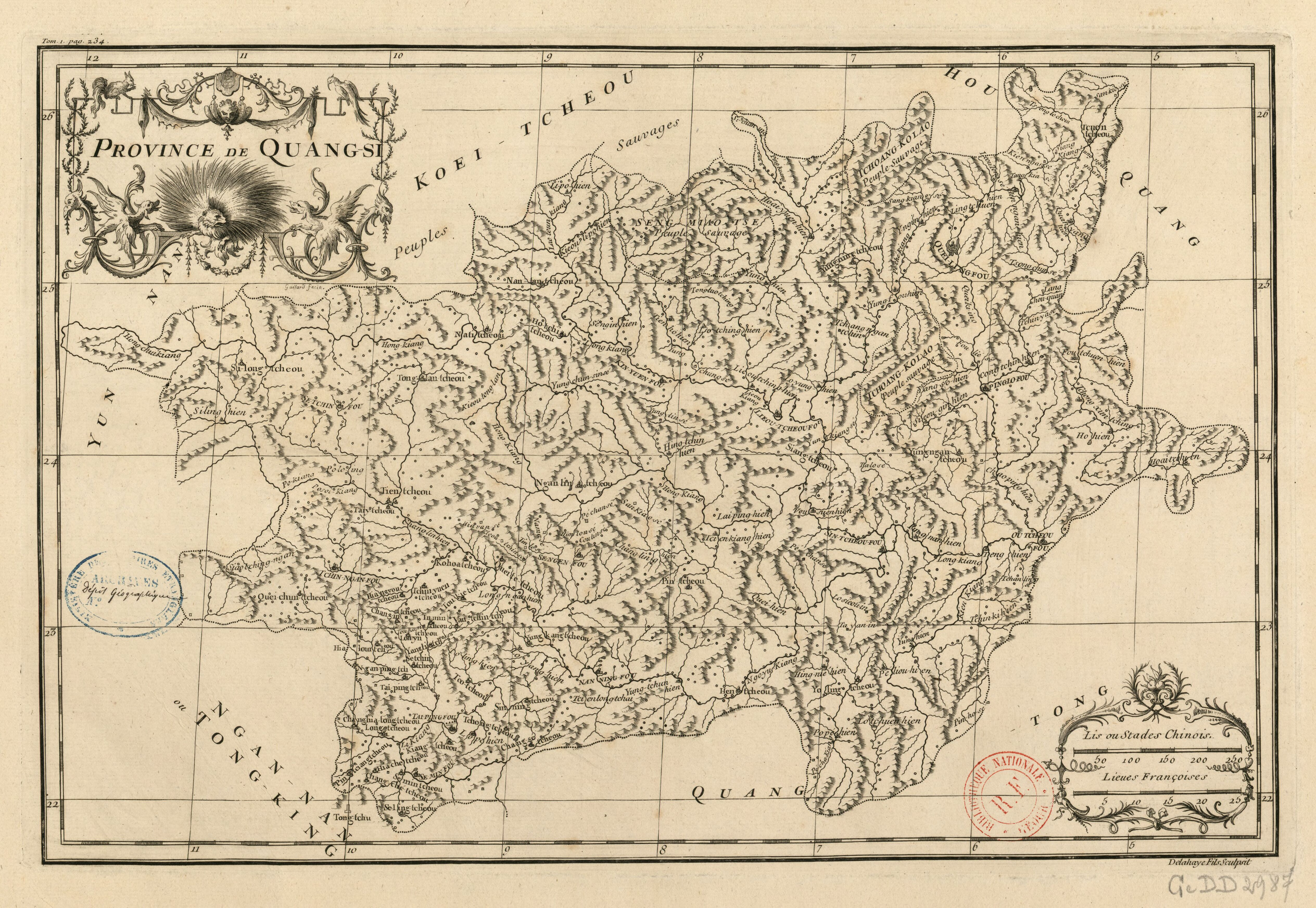
Description de la Chine et de la Tartarie chinoise, Band 1 Seite 202, 1735, Province de Quang-si (Delahaye fils sculps.)
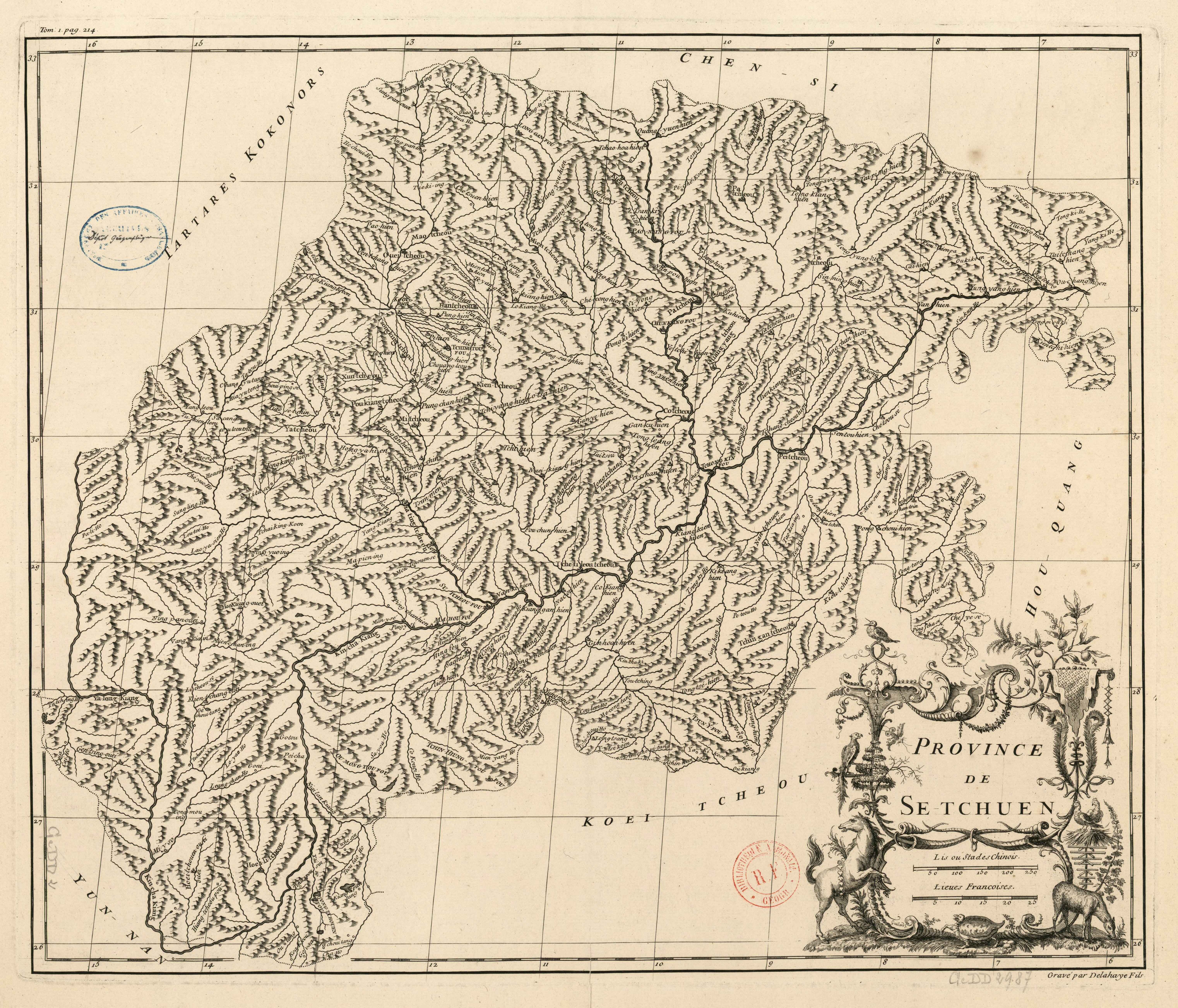
Description de la Chine et de la Tartarie chinoise, Band 1 Seite 214, 1735, Province de Se-tchuen (Gravé par Delahaye Fils / Guélard Sculp.)

Nachdem er das Privileg erhalten hatte, zum Ersten Kupferstecher des Königs ernannt zu werden (für den er die große „Carte des chasses du Roi“ (Karte der Jagdgebiete des Königs) in der Umgebung von Versailles begonnen hatte), gilt er als Begründer der topographischen Gravur.
Einer seiner Söhne starb als Ingenieur in Guadeloupe.
Seine Tochter Antoinette Marie Delahaye (1773–1857) heiratete 1792 den Geographen Jean-Denis Barbié du Bocage, der es sich nicht nehmen ließ, seine Karten von seinem Schwiegervater gravieren zu lassen.